# Hundshausen
Hundshausen ist ein Dorf im nordhessischen Schwalm-Eder-Kreis und ein Ortsteil der Gemeinde Jesberg.

## Geographie
Hundshausen liegt in einem Seitental des Treisbachs an der Landesstraße L 3145 Jesberg–Schwalmstadt, etwa 2 km (Luftlinie) südlich von Jesberg, und hat etwa 275 Einwohner. Die Gemarkung umfasst 879 Hektar; darin liegen die Wüstungen Bubenhain, Hillenhain und Walzerode. Zu Hundshausen gehört das etwa 1,5 km westlich des Ortes gelegene Hofgut Richerode.

## Geschichte
Der Ort ist im Jahre 969 erstmals erwähnt, in einer Schenkungsurkunde des Kaisers Otto I., in der er dem Mauritiuskloster in Magdeburg das bisher vom Erzbischof von Mainz zu Lehen gehaltene Gut „Hunoldeshuson“ schenkte. Der Ortsname erfuhr im Laufe der Jahrhunderte vielfache Veränderungen, teilweise wohl auch nur infolge der eigenwilligen Wiedergabe durch die Schreiber verschiedener Urkunden und Verzeichnisse: Hunoldishusen (1351), Hunoldyshusen (1422), Hundtshusenn (1458), Hunzhußen (1477); Huntzhusen (1480), Hunßhusen (1495), Hunshusen (1514), Honßhußen (1518), Hinshusen (1522), Hunshaussen (1528), Huntzhußen (1531), Hunßhausen (1537), Hontzshaussen (1548), Hundeshausenn (1549), und Hundtshausen (1650).
1351 war das Dorf wieder im Besitz des Erzbistums Mainz, und Erzbischof Heinrich III. gab das Jesberger Burglehen in Hundshausen an den Ritter Johann von Falkenberg gen. Gruszing (auch Johann Grüßing), aus dem Densberger Zweig der Familie von Falkenberg, an den auch die mainzische Burg Jesberg verpfändet war und der bereits 1349 durch den Mainzer Stiftsverweser Kuno von Falkenstein (mit Zustimmung des Erzbischofs Gerlach) als erblicher Burgmann auf der Burg Densberg eingesetzt worden war. Johann Grüßings Nachkommen starben in der ersten Hälfte des 15. Jahrhunderts im Mannesstamm aus, und die Herren von Linsingen erbten den Löwenanteil des Grundbesitzes in Hundshausen, verkauften aber Teile davon in den Jahren zwischen 1458 und 1583. Im 17. Jahrhundert beanspruchte das Petersstift in Fritzlar wieder den gesamten Besitz in Hundshausen; der Streit darüber wurde erst 1657 beigelegt. Die Herren von Löwenstein hatten ebenfalls ein Gut in Hundshausen, wohl geerbt von den Linsingen, das sie von 1686 bis 1847 als erbliches Lehen ausgaben. Auch der Zehnte in Hundshausen, gehalten als Lehen von Mainz bzw. dem Petersstift in Fritzlar, gehörte spätestens seit 1422 den Herren von Linsingen. Das Fritzlarer Stift bestätigte 1477 die Belehnung des Hans von Linsingen mit dem Hundshäuser Zehnten; eine weitere Bestätigung dieser Belehnung an die Linsinger ist im Jahr 1537 beurkundet.  Aber auch Teile ihrer Zehntrechte verkauften die Linsingen im Laufe der Zeit, und 1586 hatten sie nur noch den halben Zehnten, die andere Hälfte gehörte der Landgrafschaft Hessen-Kassel.
Am 1. Januar 1974 wurde der bis dahin selbständige Gemeinde Hundshausen im Zuge der Gebietsreform in Hessen kraft Landesgesetz in die Großgemeinde Jesberg eingegliedert. Für Hundshausen wurde, wie für die übrigen Ortsteile Jesbergs, ein Ortsbezirk mit Ortsbeirat und Ortsvorsteher nach der Hessischen Gemeindeordnung eingerichtet.

### Verwaltungszugehörigkeit
Hundshausen gehörte zum mainzischen Amt Neustadt und zum Gericht Jesberg, das an die Linsinger verpfändet war und 1586 endgültig unter die Landeshoheit von Hessen-Kassel kam. Die Niedere Gerichtsbarkeit des Gerichts Jesberg, nunmehr im hessischen Amt Borken, lag danach zu ¾ in hessischen und ¼ in Linsinger Händen. Als die hessischen Linsinger im Jahre 1721 im Mannesstamme ausstarben, fiel ihr Besitz, darunter auch der in Hundshausen, als erledigtes Lehen an die Landgrafschaft Hessen-Kassel heim. Von 1723 bis 1753 war das Dorf im Besitz des Prinzen Maximilian von Hessen-Kassel (1689–1753), dem dritten Sohn des Landgrafen Karl von Hessen-Kassel, der Maximilian im Jahre 1723 die Herrschaft Jesberg als Paragium gab. 1726 kaufte Maximilian auch den gesamten Zehnten zu Hundshausen, und ab 1747 hielt er auch das Gericht Jesberg, mit Hundshausen. Nach Maximilians Tod kam das Dorf mit dem Gericht Jesberg wieder an Hessen-Kassel.
1807 wurde Hundshausen Teil des Kantons und des Friedensgerichts Jesberg im napoleonischen Königreich Westphalen. 1814, nach der Restitution des Kurfürstentums Hessen-Kassel, gehörte das Dorf wieder zum Amt Borken, ab 1821 dann zum Kreis Fritzlar, der 1932 im Kreis Fritzlar-Homberg, 1939 umbenannt in Landkreis Fritzlar-Homberg, und 1974 im Schwalm-Eder-Kreis aufging.

## Bevölkerung

### Einwohnerstruktur 2011
Nach den Erhebungen des Zensus 2011 lebten am Stichtag, dem 9. Mai 2011, in Hundshausen 253 Einwohner. Darunter waren keine Ausländer.
Nach dem Lebensalter waren 30 Einwohner unter 18 Jahren, 102 zwischen 18 und 49, 60 zwischen 50 und 64 und 63 Einwohner waren älter. Die Einwohner lebten in 90 Haushalten. Davon waren 24 Singlehaushalte, 21 Paare ohne Kinder und 39 Paare mit Kindern, sowie 6 Alleinerziehende und keine Wohngemeinschaften. In 15 Haushalten lebten ausschließlich Senioren und in 51 Haushaltungen lebten keine Senioren.

### Einwohnerentwicklung
Im Jahre 1575 sind 43 Haushaltungen bekundet. Im Dreißigjährigen Krieg litt das Dorf, wie auch die gesamte Gegend, schweren Schaden: 1639 wurden nur noch 17 verheiratete und 4 verwitwete Hausgesesse sowie 2 Pferde, 12 Kühe, 6 Ochsen und 13 Schweine gezählt. Erst hundert Jahre später, im Jahre 1742, war mit 49 Häusern wieder der Stand von 1575 erreicht.
| Hundshausen: Einwohnerzahlen von 1783 bis 2020 | Hundshausen: Einwohnerzahlen von 1783 bis 2020 | Hundshausen: Einwohnerzahlen von 1783 bis 2020 | Hundshausen: Einwohnerzahlen von 1783 bis 2020 | Hundshausen: Einwohnerzahlen von 1783 bis 2020 |
| --- | ---------------------------------------------- | ---------------------------------------------- | ---------------------------------------------- | ---------------------------------------------- |
| Jahr |                                                |                                                |                                                | Einwohner                                      |
| 1783 | 1783                                           |                                                | 234                                            | 234                                            |
| 1800 | 1800                                           |                                                | ?                                              | ?                                              |
| 1834 | 1834                                           |                                                | 506                                            | 506                                            |
| 1840 | 1840                                           |                                                | 493                                            | 493                                            |
| 1846 | 1846                                           |                                                | 475                                            | 475                                            |
| 1852 | 1852                                           |                                                | 468                                            | 468                                            |
| 1858 | 1858                                           |                                                | 441                                            | 441                                            |
| 1864 | 1864                                           |                                                | 431                                            | 431                                            |
| 1871 | 1871                                           |                                                | 370                                            | 370                                            |
| 1875 | 1875                                           |                                                | 356                                            | 356                                            |
| 1885 | 1885                                           |                                                | 363                                            | 363                                            |
| 1895 | 1895                                           |                                                | 318                                            | 318                                            |
| 1905 | 1905                                           |                                                | 292                                            | 292                                            |
| 1910 | 1910                                           |                                                | 299                                            | 299                                            |
| 1925 | 1925                                           |                                                | 351                                            | 351                                            |
| 1939 | 1939                                           |                                                | 303                                            | 303                                            |
| 1946 | 1946                                           |                                                | 519                                            | 519                                            |
| 1950 | 1950                                           |                                                | 507                                            | 507                                            |
| 1956 | 1956                                           |                                                | 405                                            | 405                                            |
| 1961 | 1961                                           |                                                | 383                                            | 383                                            |
| 1967 | 1967                                           |                                                | 350                                            | 350                                            |
| 1970 | 1970                                           |                                                | 372                                            | 372                                            |
| 1980 | 1980                                           |                                                | ?                                              | ?                                              |
| 1990 | 1990                                           |                                                | ?                                              | ?                                              |
| 2000 | 2000                                           |                                                | ?                                              | ?                                              |
| 2007 | 2007                                           |                                                | 275                                            | 275                                            |
| 2011 | 2011                                           |                                                | 253                                            | 253                                            |
| 2014 | 2014                                           |                                                | 216                                            | 216                                            |
| 2020 | 2020                                           |                                                | 222                                            | 222                                            |
| Datenquelle: Historisches Gemeindeverzeichnis für Hessen: Die Bevölkerung der Gemeinden 1834 bis 1967. Wiesbaden: Hessisches Statistisches Landesamt, 1968. Weitere Quellen: Gemeinde Jesberg, Zensus 2011 |                                                |                                                |                                                |                                                |

### Historische Religionszugehörigkeit
| Quelle: Historisches Ortslexikon |                                                                   |
| • 1835:                          | 516 evangelische, 3 katholische Einwohner.                        |
| • 1861:                          | alle Einwohner evangelisch-reformiert                             |
| • 1885:                          | 363 evangelische (= 100,00 %) Einwohner                           |
| • 1961:                          | 339 evangelische (= 88,51 %), 36 katholische (= 9,40 %) Einwohner |

### Historische Erwerbstätigkeit
| • 1961 | Erwerbspersonen: 18 Land- und Forstwirtschaft, 52 Produzierendes Gewerbe, 12 Handel und Verkehr, 11 Dienstleistungen und Sonstiges |

## Politik
Für Hundshausen besteht ein Ortsbezirk (Gebiete der ehemaligen Gemeinde Hundshausen) mit Ortsbeirat und Ortsvorsteher nach der Hessischen Gemeindeordnung. Der Ortsbeirat besteht aus sieben Mitgliedern.
Bei den Kommunalwahlen in Hessen 2021 betrug die Wahlbeteiligung zum Ortsbeirat Hundshausen 66,13 %. Alle Kandidaten gehörten der „Bürgerliste Hundshausen“ an. Der Ortsbeirat wählte Martin Gombert zum Ortsvorsteher.

## Kultur und Sehenswürdigkeiten

### Kirche

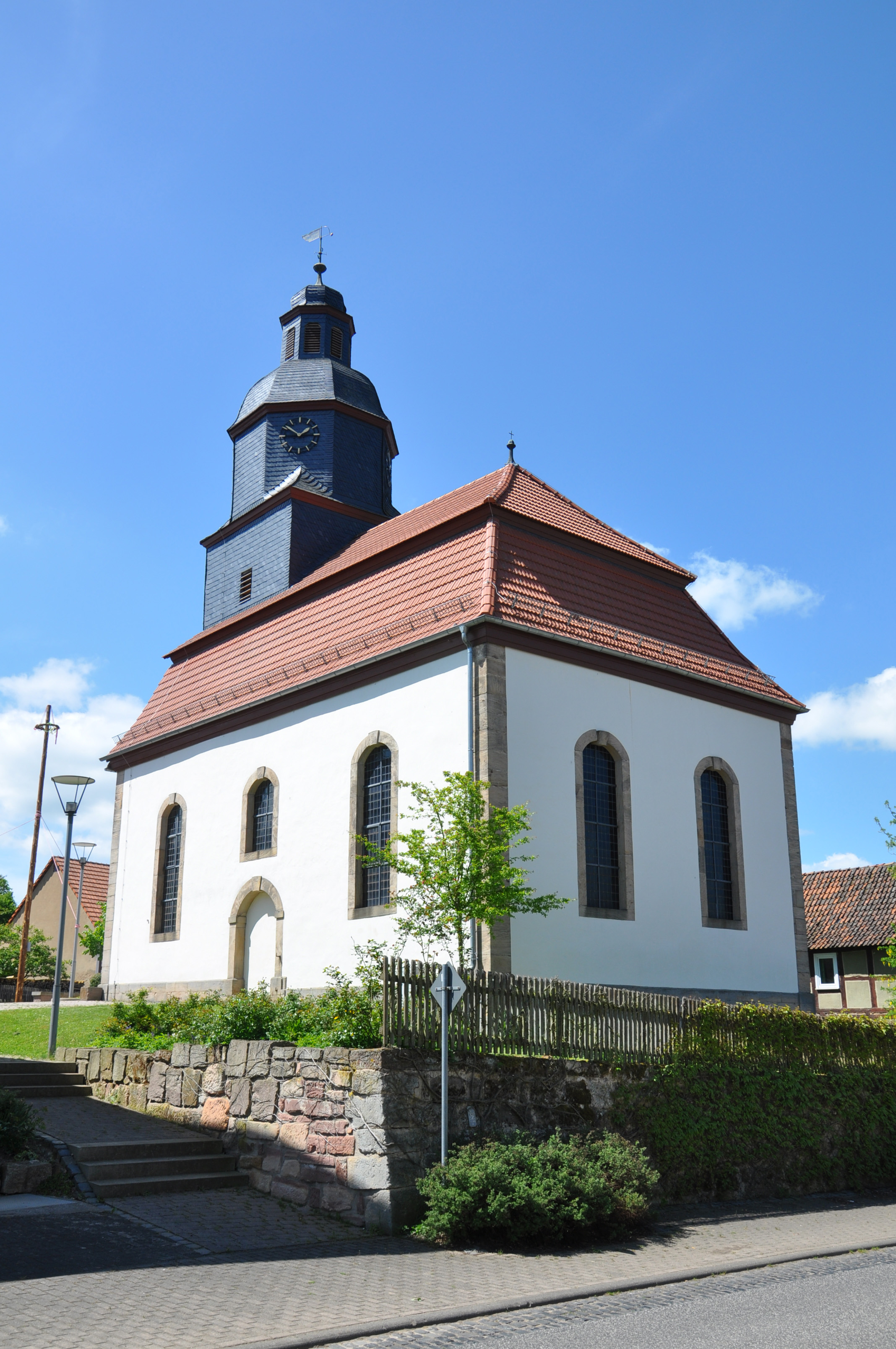
Ev. Kirche in Hundshausen

Eine kleine Kirche bzw. Kapelle muss bereits 1471 bestanden haben, denn es wird von einer Glocke berichtet. 1499 ist ein Rector bekundet. Die Kirche war bis zur Mitte des 16. Jahrhunderts nach Jesberg eingepfarrt und war ab 1575 eine Filialkirche von Jesberg. Das Kirchenpatronat hatten von 1568 bis 1721 die Herren von Linsingen, 1723–1753 Prinz Maximilian von Hessen, und danach die Landgrafen von Hessen-Kassel.
Die alte Kirche war 1719 schon sehr baufällig. 1738 wurde ein Neubau errichtet, ein rechteckiger Bau mit Sockel und Mauereckkanten aus Sandstein, Wänden aus Bruchstein, und einem doppelt abgestuften und abgewalmten und mit Ziegeln gedeckten Dach. Der Kirchturm war mit Schieferplatten verkleidet und gedeckt. Der Bau wurde 1825 erheblich verbessert und in den 1960er Jahren im Inneren gründlich renoviert.

### Burg Hundshausen
In der Nähe des Ortes bestand eine wohl im 10. Jahrhundert angelegte kleine Burganlage mit rechteckigem Grundriss, Wall und Graben. Gebäudefundamente und Grabenreste wurden im Jahre 1876 entdeckt und 1968 durch Grabungen weiter erforscht; dabei fand man Keramik- und Ziegelscherben aus dem 10. bis 15. Jahrhundert. Die Burg stand etwa 500 Meter südöstlich des heutigen Dorfs im Wiesengrund östlich der Landstraße.
Am 22. und 23. Dezember 1466 waren Burkhard von Hundshausen und Eckhard von Hundshausen unter den hessischen Rittern, die bei einem Gerichtstag unter Vorsitz des Grafen Wolrad I. von Waldeck und des Ritters Bodo von Rodenhausen in einem Streit zwischen den Ganerben des Busecker Tals und dem Ritter Gerhard Ruser von Buseck mit zu Gericht saßen. Vermutlich handelt es sich bei diesen beiden um Angehörige des Hauses Linsingen, die hier nach ihrem Burgsitz genannt werden.

### Naturdenkmal
- Die „Kahlenbergeiche“ mit einem Brusthöhenumfang von 7,15 m (2015).[11]

## Persönlichkeiten
- Bernhard Schorbach (* 1897 in Hundshausen; † 1964), Landwirt und Heimatdichter